# Multi-Purpose Logistics Module
Mutli-Purpose Logistics Module (MPLM) er et tryksat modul der benyttes til at transportere gods og materialer til Den Internationale Rumstation og til Jorden.